# Deutz (przedsiębiorstwo)
Deutz AG – niemieckie przedsiębiorstwo produkujące silniki spalinowe, założone w 1864 r. w Kolonii.
Przedsiębiorstwo działało pod różnymi nazwami, m.in. KHD (niem. Klöckner-Humboldt-Deutz AG). Oprócz budowy silników spalinowych chłodzonych powietrzem, wodą albo olejem przedsiębiorstwo trudniło się produkcją lokomotyw, ciężarówek, autobusów i maszyn rolniczych. Ciężarówki i autobusy były produkowane pod marką Magirus-Deutz przez KHD. Od 1964 r. za logo przedsiębiorstwa przyjęto logo producenta samochodów Magirusa z Ulm: na logo widnieje duże „M”, od Magirus, w kombinacji z zarysem katedry w Ulm (niem. Ulmer Münster). W marcu 2007 Deutz AG przeniósł swoją siedzibę z dzielnicy Kolonia-Deutz do miejsca, w którym odbywała się największa produkcja, czyli w dzielnicy Kolonia-Eil. W 2006 roku przedsiębiorstwo osiągnęło obrót 1490 milionów euro z zyskiem netto 61,5 miliona euro. Akcje Deutz AG wchodzą w skład niemieckiego indeksu SDAX.

## N. A. Otto & Cie, Gasmotoren-Fabrik Deutz AG (1864–1930)
W 1864 r. Eugen Langen i Nicolaus August Otto na starym mieście w Kolonii utworzyli pierwszą na świecie fabrykę silników pod nazwą N. A. Otto & Cie, którą uznaje się za protoplastę obecnego DEUTZ AG. W 1869 r. nastąpiła przeprowadzka do dzielnicy Kolonia-Deutz, gdzie fabryka znalazła potrzebną przestrzeń. W 1872 r. nastąpiła zmiana nazwy spółki na Gasmotoren-Fabrik Deutz AG. Przedsiębiorstwo zatrudniało Gottlieba Daimlera jako dyrektora technicznego i Wilhelma Maybacha jako głównego konstruktora silników – w 1882 opuścili oni firmę, aby obrać własną ścieżkę kariery. W 1876 r. rozpoczęto produkcję silników czterosuwowych Otto (z zapłonem iskrowym).
Kolejne dziesięciolecia były ukształtowane przez ciągłe poszerzanie oferty produkcyjnej, przede wszystkim dzięki wykupywaniu innych przedsiębiorstw. Od 1892 do 1970 r. Deutz budował lokomotywy, od 1944 głównie z silnikiem Diesla. Od 1897 r. produkowano również stacjonarne silniki Diesla, najpierw jednak na licencji MAN. W 1902 r. Gasmotoren-Fabrik Deutz wraz z Fa. Grether rozpoczęła budowę pojazdów strażackich i w 1903 r. była w stanie wyprodukować pierwszy na świecie wóz strażacki z silnikiem spalinowym. W 1906 r. przedsiębiorstwo podjęło próbę produkcji masowej tego samochodu. Podstawą wozu była konstrukcja Bugatti z dużym silnikiem czterocylindrowym montowanym w Zweigwerk Berlin. Do 1909 r. wyprodukowano na próbę tylko kilka samochodów. Równolegle powstał samochód wyścigowy o pojemności skokowej 1,3 litra skonstruowany przez zatrudnionego Włocha Ettore Bugatti. Do 1913 r. DEUTZ wyprodukował tylko kilka samochodów osobowych. Podczas I wojny światowej w 1916 r. z załogą liczącą 3400 osób produkowano ciężarówki z ładownością do 5 ton według planów Josefa Vollmera. Oprócz ciężarówek produkowano również ciągnik artyleryjski „Deutzer Trekker”. W 1925 r. Deutz, na wystawie samochodowej IAA w Berlinie, wystawił dwie różne, nowo opracowane ciężarówki, które jednak nie weszły do produkcji seryjnej. W 1926 r. powstał pierwszy ciągnik rolniczy z silnikiem Diesla. Technika agrarna była przez długi czas jednym z najważniejszych filarów przedsiębiorstwa. Do portfolio produktów należały silniki o zapłonie ZS i ZI z chłodzeniem: wodnym, olejowym i powietrznym dla zastosowań mobilnych i stacjonarnych. Zakres mocy rozciągał się w granicach pomiędzy 40 kW a 4 MW.

## Humboldt-Deutz, Klöckner-Humboldt-Deutz (KHD) (1930–1938)
W 1930 r. doszło do połączenia Motorenfabrik DEUTZ AG z Humboldt AG, które zajmowało się głównie przeróbką materiałów sypkich, i Motorenfabrik Oberursel AG, które produkowało silniki lotnicze. Dziś zakład Oberursel należy do Rolls-Royce Niemcy. W wyniku połączenia spółek przyjęto wspólną nazwę Humboldt-DEUTZ AG.
W 1936 r. Humboldt-DEUTZ przejął kulejącego producenta pojazdów C.D. Magirus AG w Ulm. Oba przedsiębiorstwa uzupełniały się dobrze: Magirus produkował pojazdy użytkowe, potrzebował jednak pilnie silników Diesla. Humboldt-Deutz przygotowywał silniki, nie produkował jednak sam żadnych kompletnych pojazdów użytkowych. Fuzja umożliwiła budowę kompletnych ciężarówek, busów i wozów strażackich. Pojazdy produkowane były pod marką Magirus-Deutz.
W 1938 r. została przejęta Isselburger Hütte. W wyniku podpisanych umów łączących z Klöckner-Werke AG, która zajmowała się produkcją i sprzedażą stali, powstała znana nazwa Klöckner-Humboldt-Deutz AG (KHD).

## II wojna światowa (1939–1945)
Podczas II wojny światowej w pierwszej linii przedsiębiorstwo zajmowało się budową dóbr uzbrojeniowych, przede wszystkim wozów pancernych, ciężarówek, pojazdów gąsienicowych („Raupenschlepper Ost“) i półgąsienicowych dla Wehrmachtu. W części pojazdów gąsienicowych były montowane nowo opracowane silniki diesla z chłodzeniem powietrznym.

## Czasy powojenne (1945–1970)
W czasie II wojny światowej fabryki były w dużym stopniu zniszczone. Około końca roku 1945 przejściowo wznowiono produkcję Raupenschlepper, których używano tylko w gospodarce leśnej. Pierwsze ciężarówki po wojnie były wyposażone w silniki Diesla z chłodzeniem wodnym, które jednak od 1948 r. coraz bardziej zastępowane przez maszyny chłodzone powietrzem. Silniki Diesla chłodzone powietrzem były w czasach powojennych pewnym znakiem firmowym KHD (do dzisiaj tylko czeska Tatra produkuje pojazdy z tego typu silnikami własnej konstrukcji). Z przodu tych silników zamiast chłodnicy wodnej znajdował się wentylator, który z jednej strony chłodził, a z drugiej powodował typowy odgłos ciężarówek i busów Magirus-Deutz.
Po podpisaniu umów integracyjnych w 1959 r. z Vereinigte Westdeutsche Waggonfabriken (z niem. Zjednoczone Zachodnioniemieckie Fabryki Wagonów Kolejowych) w Kolonii zaczęto budować wagony robocze.
Od 1962 r. KHD zaczęło nabywać coraz więcej akcji producenta traktorów i maszyn roboczych FAHR AG, aż te w 1968 r. zostały kompletnie przejęte. Następstwem tego było rozpoczęcie sprzedaży traktorów pod marką Deutz-Fahr. W USA sprzedawano traktory pod marką Deutz-Allis.
W latach sześćdziesiątych KHD, dzięki marce Magirus-Deutz, stał się jednym z większych niemieckich producentów pojazdów użytkowych. Były one sprzedawane na cały świat, a silniki do nich budowano także na licencji za granicą. Na początku lat siedemdziesiątych ciężarówki i autobusy stanowiły około 40% obrotów koncernu i były przez to najważniejszym obszarem zysków KHD.

## Deutz AG (od 1985)
W 1985 r. KHD przejęło Motorenwerke Mannheim (MWM) (z niem. Zakłady Silnikowe Mannheim) od Knorr-Bremse AG (z niem. Hamulce-Knorr SA). W tym samym roku przejęto gałąź maszyn rolniczych od Allis-Chalmers i zmieniono jej nazwę na Deutz-Allis.
W roku 1995 sprzedano ówczesne KHD-Agrartechnikbereich GmbH (z niem. KHD-Technika Agrarna) i DEUTZ-Fahr Erntesysteme GmbH (z niem. DEUTZ-Fahr Systemy Zbiorów) włoskiej grupie SAME. W 1997 r. zmieniono nazwę na pierwotną DEUTZ AG. W 2001 odcięto się od budowy maszyn przemysłowych. Po podpisaniu umowy partnerskiej w 1998 szwedzki producent ciężarówek Volvo nabył udziały spółki w wysokości 10%, w międzyczasie udziały spadły do 7%.
W 2000 roku w Weifang powstała spółka joint venture Weichai-Deutz Diesel Engine Co. Ltd przy współudziale Weichai Power,
w celu produkcji licencyjnej silnika serii 226 B, głównie na rynek chiński.
W 2003 r. SAME nabył udziały 22,2%, w międzyczasie udziały wzrosły do 40%.
W 2005 r. powstała spółka córka DEUTZ Power Systems GmbH & Co. KG. DEUTZ Power Systems należy do światowej czołówki producentów wysokosprawnych i ekologicznych systemów produkcji energii na bazie silników ZS i ZI.
DEUTZ AG zatrudniał w 2008 r. 5500 pracowników, z tego około 1200 za granicą. Dysponuje ponad 22 spółkami-córkami i jest reprezentowany w 130 krajach na świecie. Obrót roczny to około 1,3 mld euro.
Zakłady produkcyjne znajdują się w Kolonii, Ulm i w Hiszpanii oraz w Chinach, w których Deutz 7 grudnia 2006 wszedł w spółkę joint venture z największym chińskim producentem ciężarówek FAW. Partnerstwo ma polegać na 10-letniej wspólnej pracy nad produkcją silników. DEUTZ zainwestował w to przedsięwzięcie połowę, czyli 60 milionów euro, tak jak i kierownictwo w Dalian (północny wschód Chin). 